# Lubbon
Lubbon ist eine französische Gemeinde mit 80 Einwohnern (Stand 1. Januar 2022) im Département Landes in der Region Nouvelle-Aquitaine (vor 2016: Aquitanien). Sie gehört zum Arrondissement Mont-de-Marsan und zum Kanton Haute Lande Armagnac.
Der Name lautet in der gascognischen Sprache Lucbon. Er leitet sich vom lateinischen locus bonus ab mit der Bedeutung „heiliger Wald“ oder „schöner Wald“.
Die Einwohner werden Lubbonais und Lubbonaises genannt.

## Geographie
Lubbon liegt in den Landes de Gascogne, dem größten Wald Frankreichs, ca. 45 Kilometer nordöstlich von Mont-de-Marsan im Landstrich Gabardan in der historischen Provinz Gascogne an der Grenze zum Département Lot-et-Garonne.
Umgeben wird Lubbon von den Nachbargemeinden:
|       | Allons (Lot-et-Garonne) Houeillès (Lot-et-Garonne) | Boussès (Lot-et-Garonne) |
| Losse | Kompassrose, die auf Nachbargemeinden zeigt        | Arx                      |
|       | Rimbez-et-Baudiets                                 | Baudignan                |

Lubbon liegt im Einzugsgebiet des Flusses Garonne.
Einer seiner Nebenflüsse, der Ciron, entspringt auf dem Gebiet der Gemeinde, ebenso wie seine Zuflüsse,
- der Ruisseau de Perrucq,
- der Ruisseau du Bole,
- der Ruisseau du Pic,
- der Glabias und sein Nebenfluss,
  - der Ruisseau de Guilhem, und
- der Ruisseau l’Escourre.

Ebenso entspringt der Rimbez, ein Nebenfluss der Gélise, an der Grenze zu Losse und durchquert das südliche Gemeindegebiet.

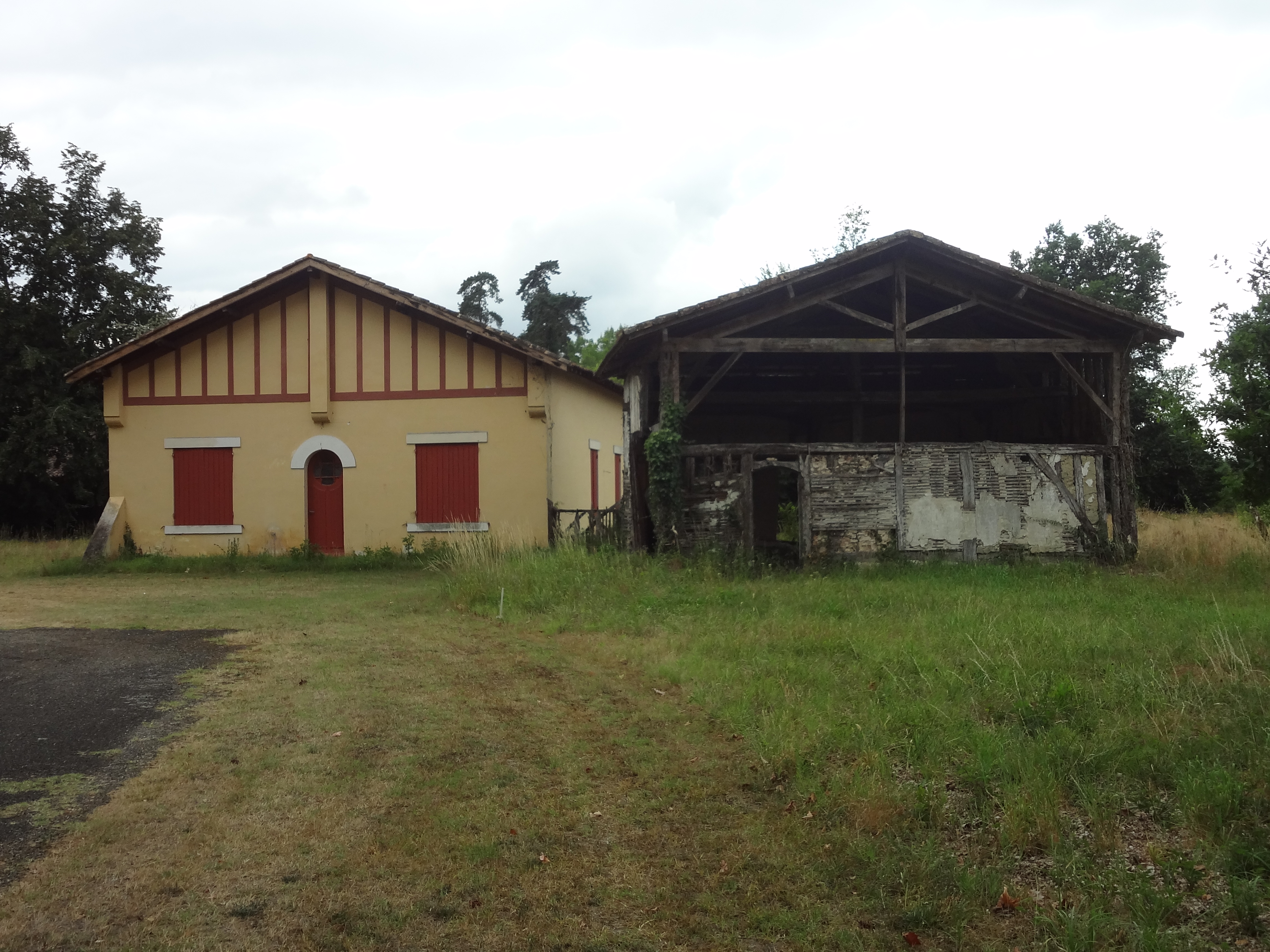
Bauernhaus und Scheune in Lubbon

## Geschichte
Reste von Römerstraßen und Bestattungsurnen zeugen von einer Besiedelung seit der gallorömischen Zeit. Die Anwesenheit von Nonnen aus dem Orden von Fontevrault im Dorf seit 1253 ist in den Schriften belegt. Im Jahre 1321 stand das Dorf unter dem Schutz des englischen Königs, der Bernard de Lubbon anwies, die Nonnen in Frieden zu lassen. Das mittelalterliche Leben in Lubbon wurde geprägt durch den Konflikt zwischen dem englischen König und der französischen Krone um den Besitz des Landstrichs Gabardan, in dem die Gemeinde liegt. Im Jahre 1345 gelobte Arnaud de Lubbon seine Treue gegenüber dem englischen König. Erst im Jahre 1696 wurde Lubbon offiziell Teil des französischen Königreichs. Nach dem Hundertjährigen Krieg erschütterten Kämpfe zwischen protestantischen und katholischen Truppen die Region. Alle Dörfer spürten die Auswirkungen dieser Zeitereignisse insbesondere an der Architektur und Befestigung ihrer Kirchen. Das 17. Jahrhundert brachte eine Periode der politischen, wirtschaftlichen und sozialen Beruhigung. 1729 unterstand die Pfarrgemeinde dem Erzbistum von Sos und zählte 236 Gläubige. Die Familie Peyrebère herrschte zwei Jahrhunderte über Lubbon. Joseph Peyrebère war 1790 Abgeordneter.

### Einwohnerentwicklung
Nach Beginn der Aufzeichnungen schwankte die Einwohnerzahl zwischen der ersten Hälfte und dem Ende des 19. Jahrhunderts zwischen 420 und 470. In der Folgezeit sank die Größe der Gemeinde bei kurzen Erholungsphasen bis zu den 1980er Jahren auf unter 100 Einwohner, bevor mit der Jahrtausendwende ein moderates Wachstum einsetzte.
| Jahr      | 1962 | 1968 | 1975 | 1982 | 1990 | 1999 | 2006 | 2010 | 2022 |
| --------- | ---- | ---- | ---- | ---- | ---- | ---- | ---- | ---- | ---- |
| Einwohner | 164  | 125  | 119  | 95   | 99   | 95   | 104  | 106  | 80   |

## Sehenswürdigkeiten

### PfarrkircheSaint-Pierre

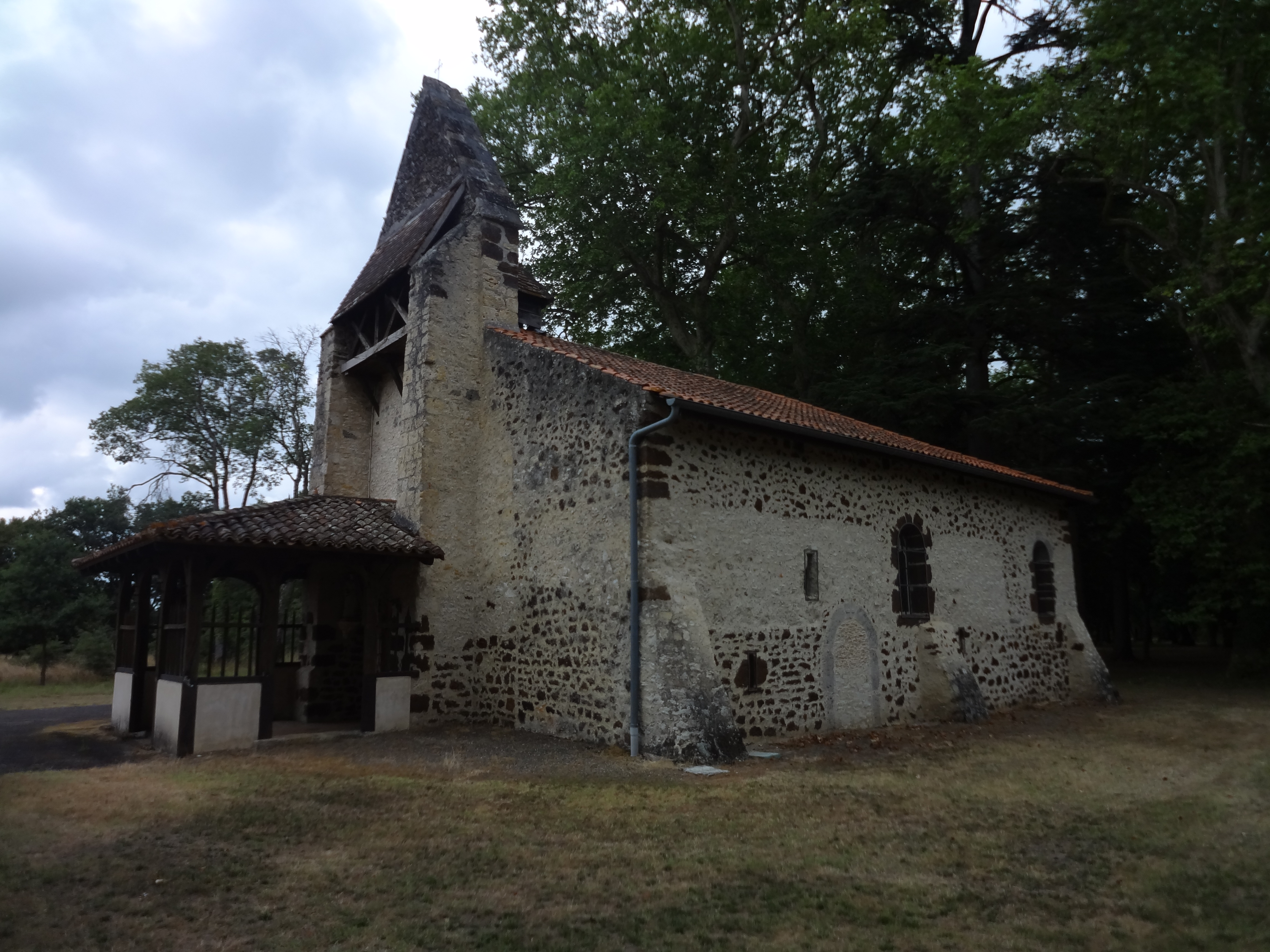
Pfarrkirche Saint-Pierre

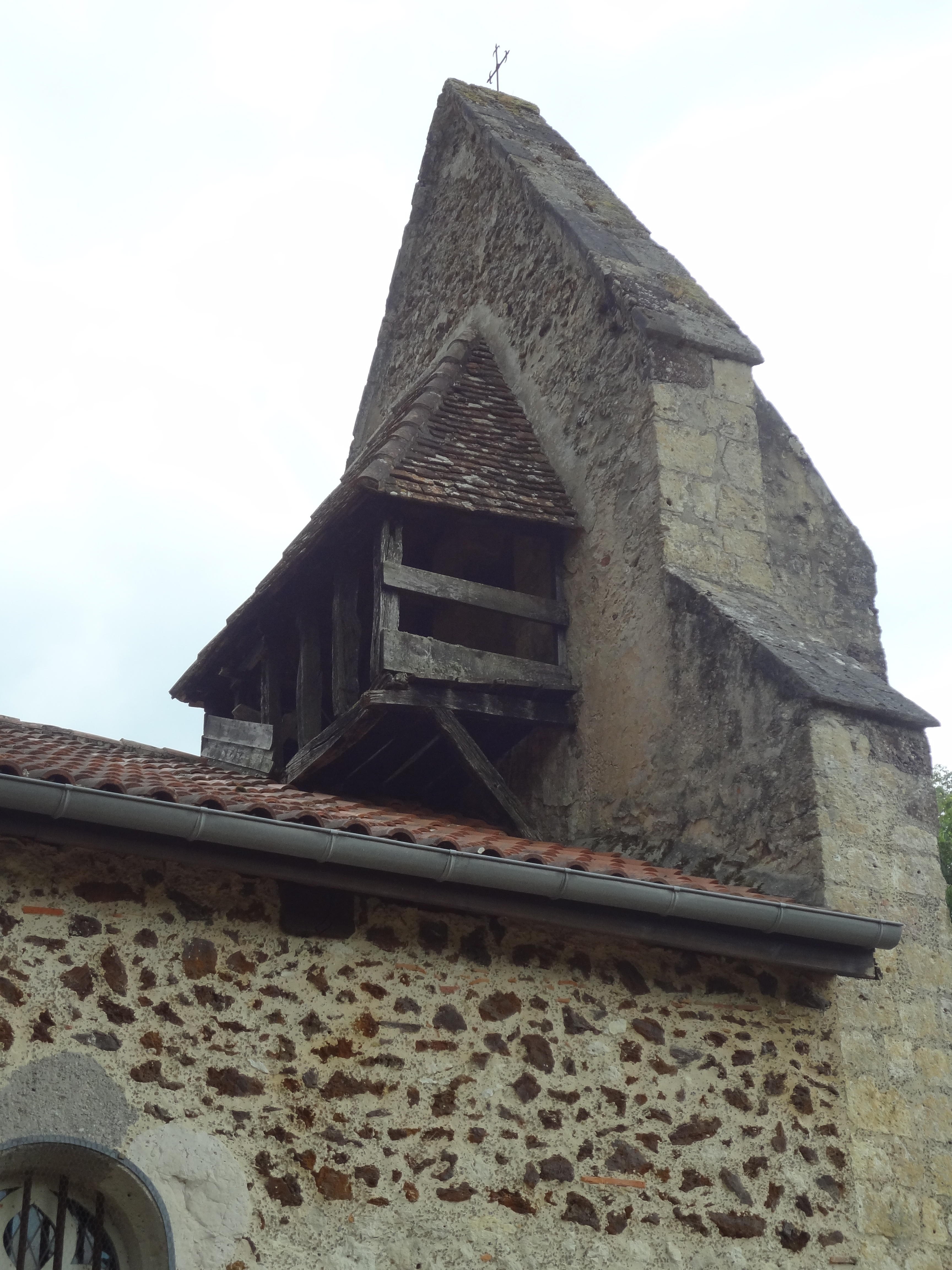
Glockengiebel

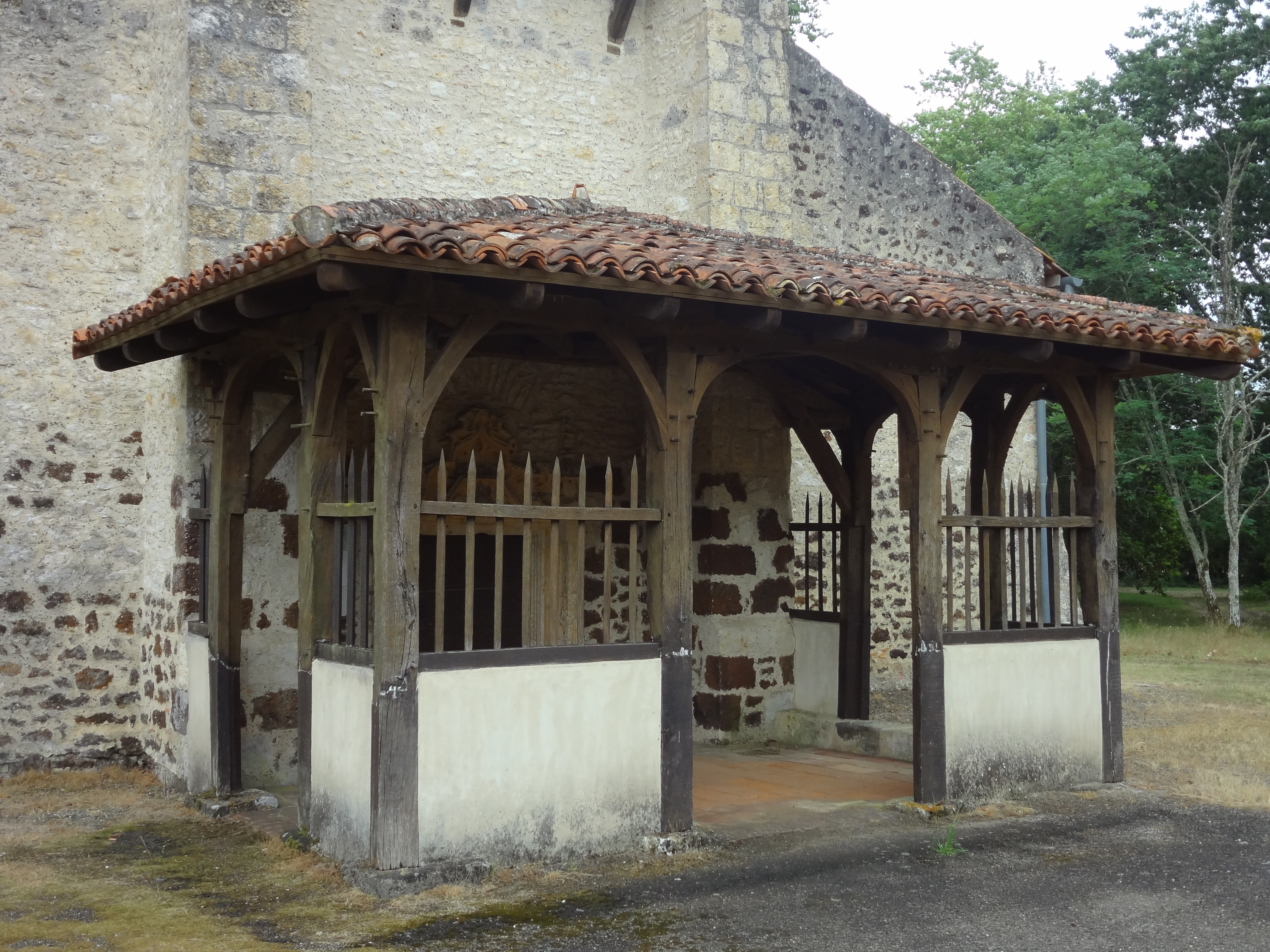
Offener Vorraum

Die dem Apostel Petrus geweihte Kirche wurde gegen 1270 in den Recognitiones feodorum in Aquitania des Erzbistums Auch unter dem Namen „ecclesia de luco bono“ erwähnt. Im August 1253 wurde sie von der Familie Bonel de la Serre an das Priorat de Paravis des Ordens von Fontevrault in Feugarolles im heutigen Département Lot-et-Garonne geschenkt. Diese Abhängigkeit bestand bis zum 18. Jahrhundert. Im Jahre 1492 vergrößerte sich die Pfarrgemeinde Saint-Pierre de Haut-Lubbon um das Gebiet der Pfarrgemeinde Saint-Martin de Bas-Lubbon, deren Kirche im Hundertjährigen Krieg zerstört worden war. Zu diesem Zeitpunkt wurde die Pfarrkirche umgebaut. Das westliche gelegene Eingangsportal wurde im spätgotischen Stil geschaffen ebenso wie die Maßwerkfenster in der südlichen Außenwand des Langhauses. Der Chor, der das Kirchenschiff einst verlängerte, ist zu einem unbekannten Zeitpunkt verschwunden, während 1626 eine Sakristei auf der Nordostseite erbaut wurde. Die Ostwand des Langhauses wurde innen in den Jahren 1941 und 1942 von der Künstlerin Marie Baranger mit einem Fresko verschönert. 1990 wurde das Gebäude vollständig restauriert. Die Kirche ist aus Garluche, dem eisenhaltigen Sandstein der Landes, gemischt mit Kalkstein errichtet. Das Langhaus wird im Süden durch drei dreieckige Strebepfeiler gestützt. Im Westen ist eine kleine offene Vorhalle der Fassade des Gebäudes vorgebaut, die mit einem dreieckigen Glockengiebel nach oben abgeschlossen ist.
Ein Relief, das früher in die Wand links neben dem Eingangsportal eingelassen war, ist nach 2004 im Langhaus aufgestellt worden. Die ursprüngliche Funktion bleibt rätselhaft. Es handelt sich um die Büste eines Mannes. Der Kopf ist verstümmelt, vermutlich ein Ring umsäumt seinen Körper. Beide Hände sind erhoben und halten jeweils ein Objekt, die rechte ein Armband oder eine Halskette. Das Objekt in der linken Hand ist schwieriger zu identifizieren. Es kann sich um eine kleine Schlange mit einem kugelförmigen Kopf oder um eine Peitsche handeln. Aufgrund der Ikonografie lässt sich eine vorsichtige Datierung auf das Ende der Antike vornehmen. Ansonsten stammen Dekor und Ausstattung der Kirche aus Elementen des 17. bis zum Ende des 20. Jahrhunderts. Aus dem 17. Jahrhundert stammen eine Glocke, ein Taufbecken und ein Ölgemälde mit der Darstellung der Grablegung Christi, eine Kopie eines verloren gegangenen Gemäldes von Joseph Heintz dem Älteren (1564–1609). Das steinerne Weihwasserbecken stammt aus dem 18. Jahrhundert. Die beiden Altäre sind zu einem späteren Zeitpunkt aufgestellt worden, der klassizistische Hauptaltar um 1850, der neugotische, der Jungfrau Maria gewidmete Nebenaltar gegen Ende des 19. Jahrhunderts. In der gleichen Epoche sind die beiden Statuen entstanden mit der Darstellung Marias mit Jesuskind und des Erzengels Michael in der Szene, in der er den Teufel besiegt. Das Fresko, das die Künstlerin Marie Baranger (1902–2003) schuf, zeigt drei Szenen vor dem gemeinsamen landschaftlichen Hintergrund. Links wird die biblische Erzählung dargestellt, in der Jesus Christus und Petrus über das Wasser gehen. In der Mitte, oberhalb des Hauptaltars, sitzt Petrus segnend auf einem Thron, die Schlüssel haltend, im Hintergrund der Petersdom. Die rechte Seite zeigt drei junge Priester in Soutanen gekleidet und einen Kanoniker, zweifellos eine Darstellung von Pfarrer Salvat, der die Gemeinde betreute und die Erstellung des Freskos in Auftrag gab. 1990 wurden anlässlich einer Restaurierung der Kirche neue Glasfenster der Glasmalerin Brigitte Nogaro aus Saint-Paul-lès-Dax eingesetzt.

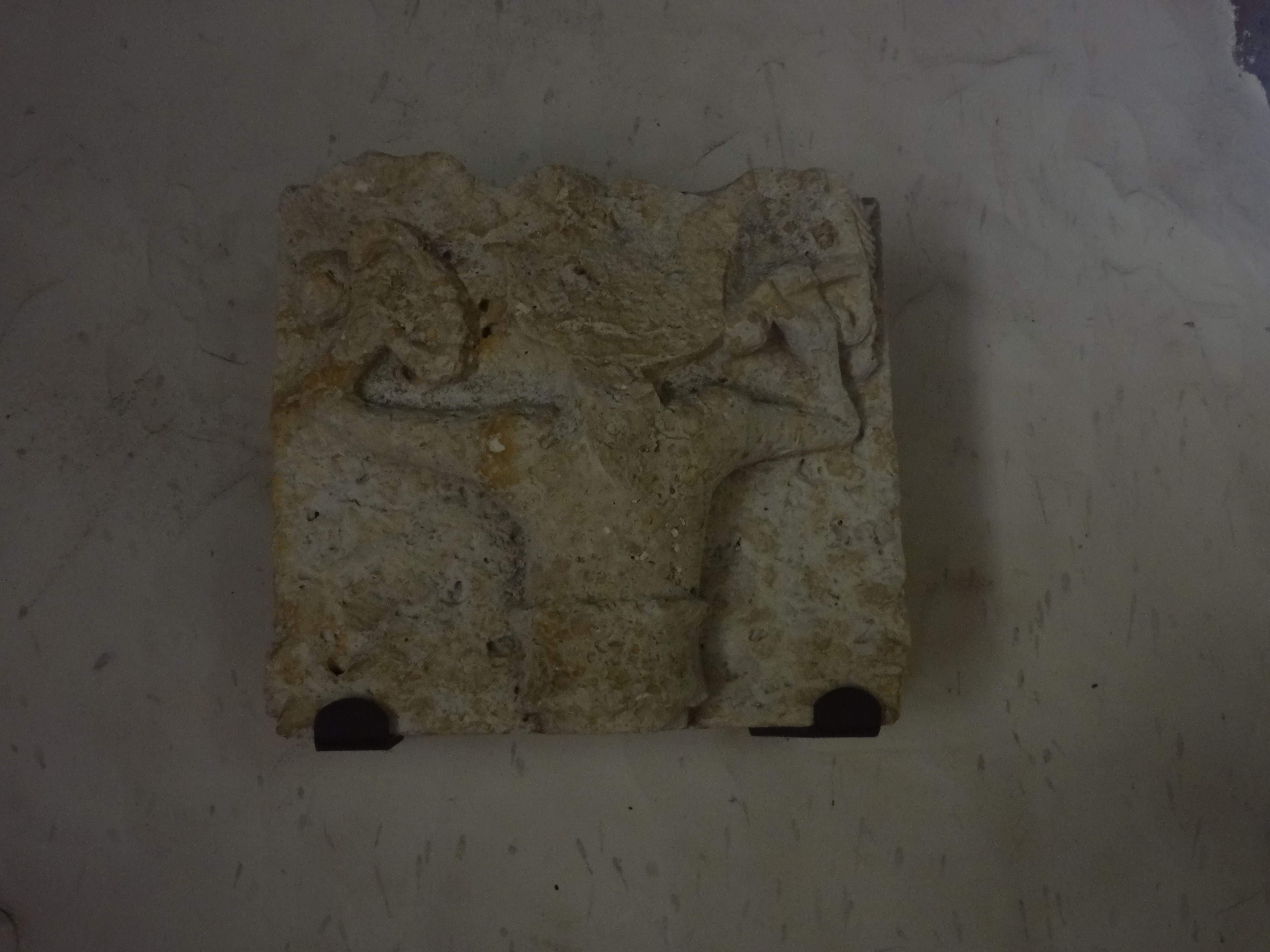
Antikes Relief
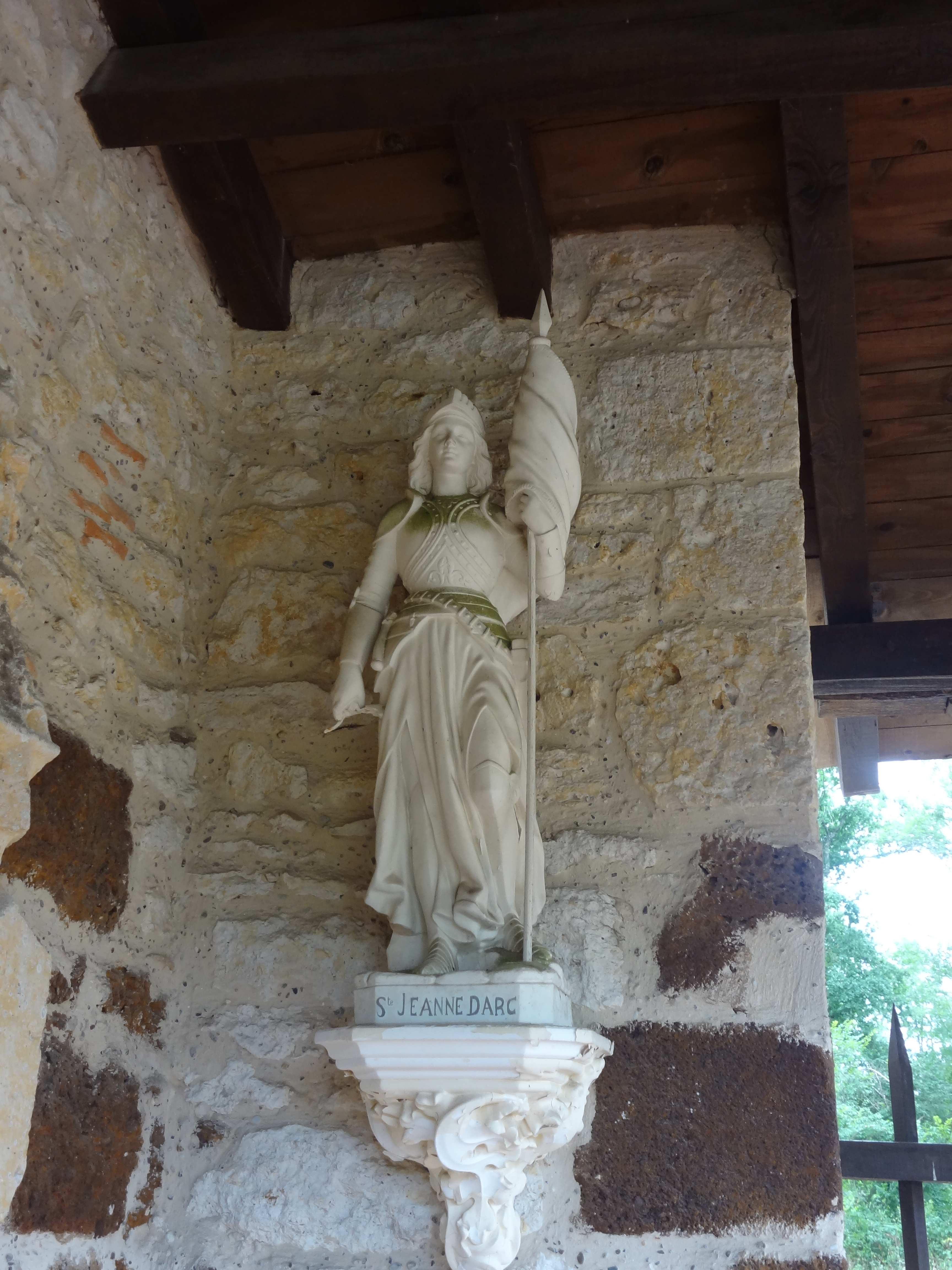
Statue von Jeanne d’Arc in der offenen Vorhalle
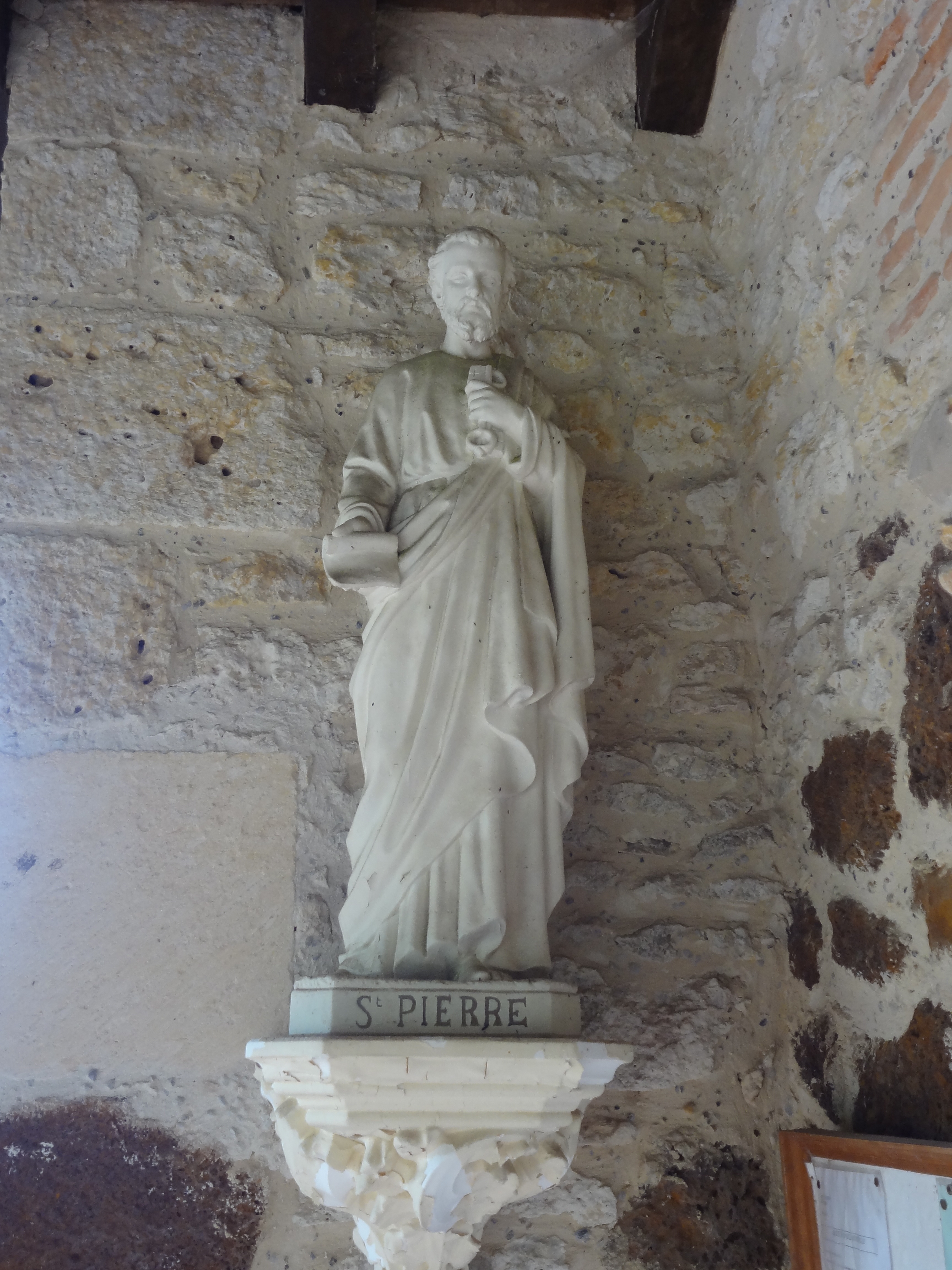
Statue des heiligen Petrus in der offenen Vorhalle
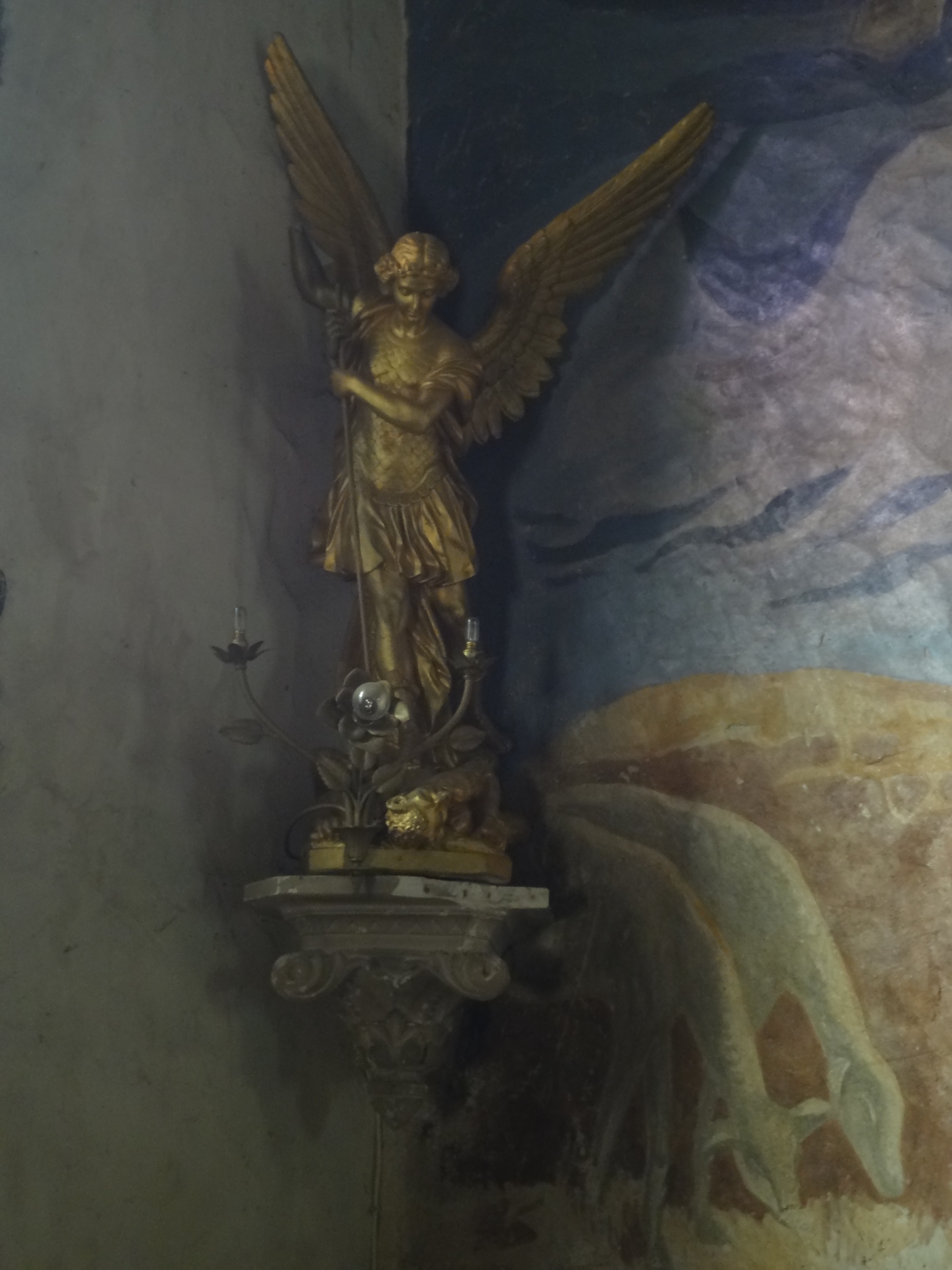
Statue des heiligen Michael
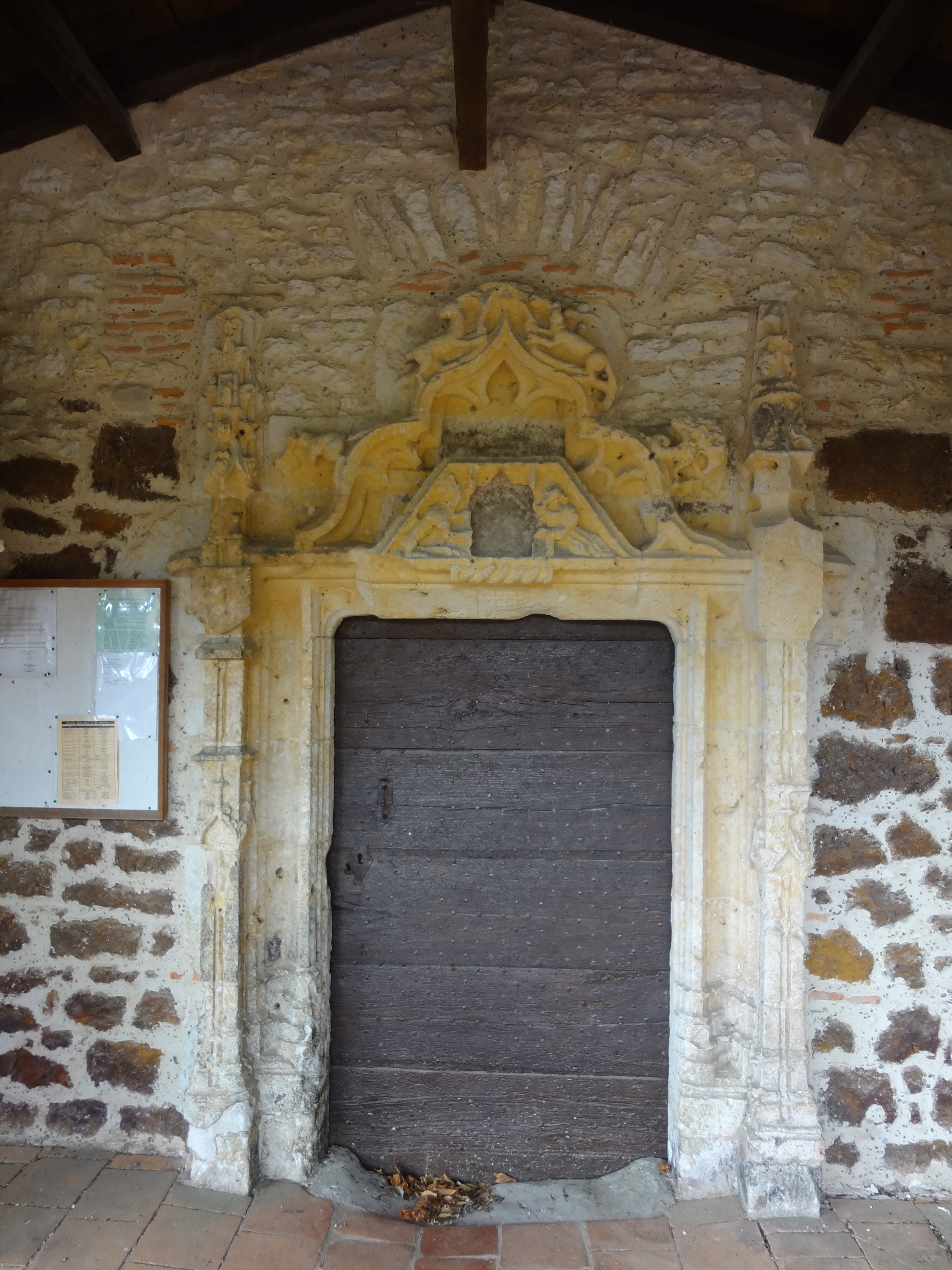
Eingangsportal
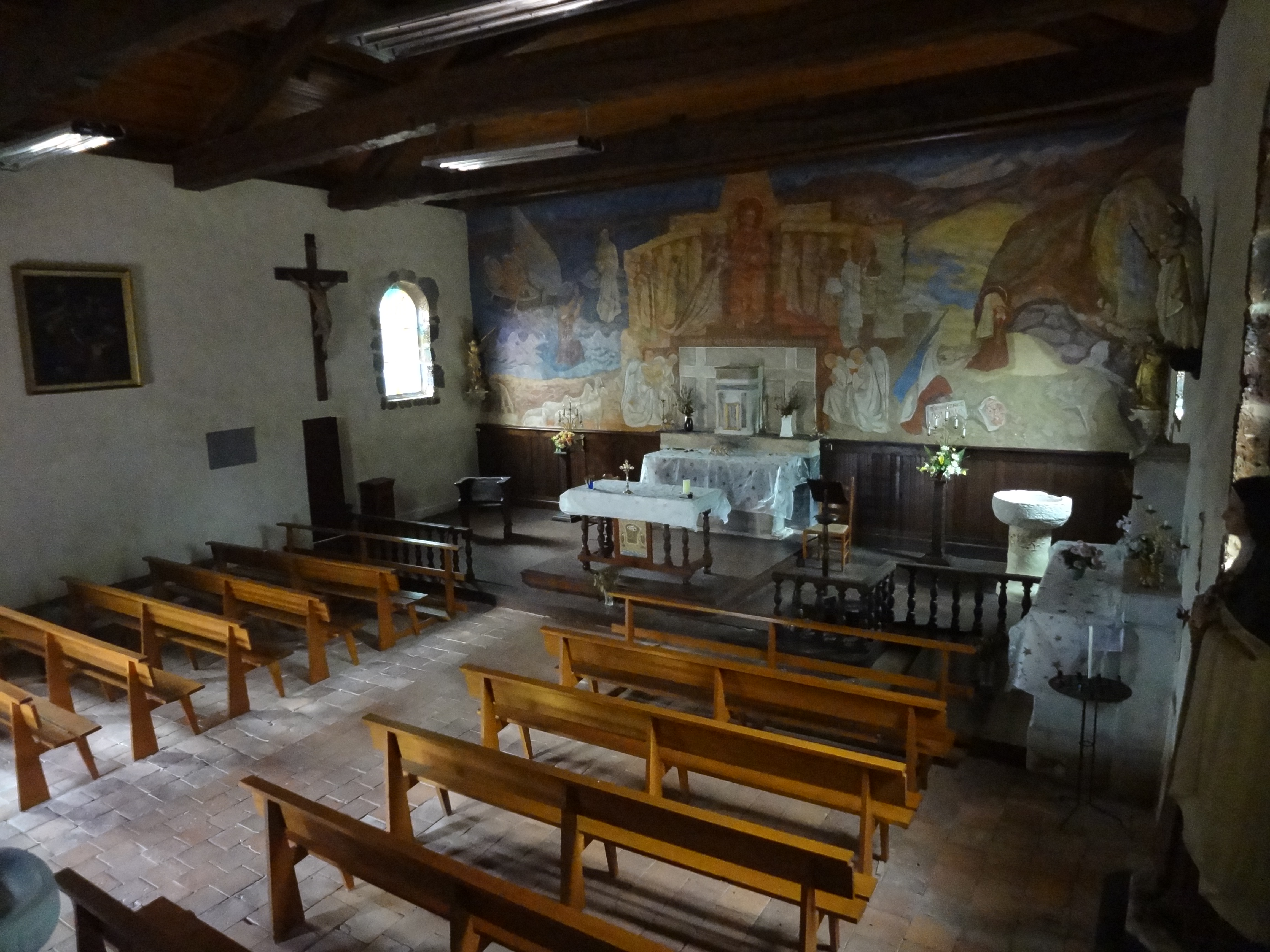
Innenraum mit Fresko

### Schloss Peyrebère
Die Familie Peyrebère ließ sich 1720 in Lubbon nieder. François Peyrebère war Kaufmann und Gastwirt und kaufte das Land, das seine Nachkommen bewirtschafteten. Beim Bau des Schlosses gehörte der Familie beinahe das gesamte Land des Dorfes. Albert Peyrebère war verheiratet mit der Tochter von Adhémar Guilloutet, einer bekannten Persönlichkeit aus Parleboscq. Dieser bedrängte seinen Schwiegersohn, ein Schloss zu bauen, um den französischen Kaiser Napoleon III. zu empfangen, der ihn zu einem Grafen ernennen sollte. Der Deutsch-Französische Krieg und der Sturz des Kaisertums verhinderten diesen Wunsch und die Bauarbeiten ruhten zunächst drei Jahre lang. Die Anrufung des lokalen Architekten Alexandre Ozanne führte schließlich zum Abschluss des Bauprojekts. Das Gebäude wird umsäumt von vier Türmen von unterschiedlichen Formen, die mit Zeltdächern und Wehrerkern bekrönt sind. Ein Balkon ist mit einem Wimperg und Fialen verziert. Das Schloss befindet sich in Privatbesitz und ist der Öffentlichkeit nicht zugänglich.

## Wirtschaft und Infrastruktur

### Verkehr
Lubbon ist erreichbar über die Routes départementales 377, 665 und 933N, der ehemaligen Route nationale 133.